# Towarzystwo Czarnów
Towarzystwo Czarnów – wieś w Polsce położona w województwie mazowieckim, w powiecie warszawskim zachodnim, w gminie Leszno.
Wieś wchodzi w skład sołectwa Szadkówek.
W latach 1975–1998 miejscowość administracyjnie należała do województwa warszawskiego. Do 1 stycznia 2014 roku wieś nosiła urzędową nazwę Czarnów-Towarzystwo.